# Cressonomyia aciculata
Cressonomyia aciculata är en tvåvingeart som först beskrevs av Friedrich Hermann Loew 1862.  Cressonomyia aciculata ingår i släktet Cressonomyia och familjen vattenflugor. Inga underarter finns listade i Catalogue of Life.